# La Mort de Didon
Ne doit pas être confondu avec l'air de solo éponyme de l'opéra Didon et Énée
La Mort de Didon est une cantate profane composée par le compositeur français de musique baroque Michel Pignolet de Montéclair vers 1709.

## Historique
La forme musicale de la cantate fit officiellement son apparition en France en 1706 avec la parution du premier livre de Jean-Baptiste Morin (1677-1745), et connut un grand succès durant les trois premières décennies du XVIIIe siècle. Montéclair compte cependant parmi les précurseurs du genre avec Adieu de Tircis à Climeine, une scène avec récitatifs, air et duo publiée en 1695 par Robert Ballard.
Montéclair a composé vingt-quatre cantates, publiées en trois livres:
- le premier livre, vers 1709
- le deuxième livre, vers 1716
- le troisième livre, en 1728.

Dans ses deux premiers livres, Montéclair fut plus expérimental que ses contemporains.
La Mort de Didon est la sixième cantate du premier livre. Le librettiste en est inconnu, contrairement à trois autres cantates du premier livre dont le librettiste est Liébaux.

## Description
La cantate La Mort de Didon est une cantate profane en langue française pour soprano, violon, flûte et basse continue d'une durée d'environ 14 min 30 s.
L'influence italienne se fait fort sentir sur les cantates des livres I et II de Montéclair, principalement dans les récitatifs et dans les multiples pauses et passages tremolo pour cordes.
Comme Il dispetto in amore (Livre II), Pyrame et Thisbé (Livre II) et La Morte di Lucretia (Livre III), la cantate décrit l'itinéraire douloureux de la passion amoureuse.
Cette tragédie miniature d'une grande profondeur de sentiments reprend l'histoire de Didon, reine de Carthage, abandonnée par le prince troyen Énée. Elle alterne la mélancolie (« Ô Toi Déesse de Cithère ») et la fureur (« Tirans de l'empire de l'Onde ») et se termine par une morale (« Qu'il est dangereux »).

## Discographie
- Cantates (La Mort de Didon, Il dispetto in amore, Le Triomphe de l'Amour, Morte di Lucretia, Pyrame et Thisbé), par Les Arts florissants, dirigés par William Christie (enregistré en mars 1988, paru sur CD Harmonia Mundi HMC 901280 et réédité en 1998 dans la collection Harmonia Mundi Musique d'Abord sous la référence HMA 1901280)

Chanteurs :
- Agnès Mellon, soprano (La Mort de Didon) ;
- Monique Zanetti, soprano (Morte di Lucretia, Pyrame et Thisbé) ;
- Gérard Lesne, contre-ténor (Il dispetto in amore) ;
- Jean-Paul Fouchécourt, ténor (Le Triomphe de l'Amour, Pyrame et Thisbé) ;
- Jean-François Gardeil, basse (Pyrame et Thisbé).